# Boisduvalia glabella
Boisduvalia glabella là một loài thực vật có hoa trong họ Anh thảo chiều. Loài này được (Nutt.) Walp. mô tả khoa học đầu tiên năm 1843.